# Journey to the Centre of the Earth (album)
Journey to the Centre of the Earth is het derde muziekalbum van Rick Wakeman.
Journey werd live opgenomen tijdens het tweede concert op 18 januari 1974 in de Royal Festival Hall in Londen. Achteraf gezien was dat het eerste belangrijke concert dat Rick solo gaf. Om het geheel te bekostigen moest Rick ver in de buidel tasten. A & M Records had een budget gegeven van 4.000 Britse ponden en de rest was voor rekening Wakeman. Een rockband, een koor en het London Symphony Orchestra onder leiding van David Measham speelden die avond. Er gaan geruchten dat Wakeman er bijna aan failliet ging. Hetzelfde overkwam overigens een paar jaar later Emerson, Lake & Palmer, die zelfs met orkest gingen toeren en al snel het orkest moesten ontslaan.
A & M Records filiaal Verenigd Koninkrijk zat met de opnamen in hun maag; ze wilden niet produceren. Wakeman overtuigde filiaal Verenigde Staten van zijn gelijk voor dit album. Het album verkocht miljoenen exemplaren.
Het album is een conceptalbum over het boek Naar het middelpunt der aarde van Jules Verne. Origineel was het stuk langer, maar de maximale tijdsduur van een elpee (destijds circa 40 minuten) en de kosten zorgden dat het sterk werd ingekort. De overige muziek is na drie echtscheidingen zoekgeraakt. De opnamen die uiteindelijk op het album terechtkwamen moesten nog bewerkt worden, want er was een hinderlijke ruis in een gedeelte van het concert geslopen. De geluidskwaliteit van dit livealbum was matig; ook de compact disc (zeker de Japanse persing uit 1987) kon daar geen verbetering in brengen. Wellicht heeft de versie uit 2000 (niet geremasterd) een betere geluidskwaliteit. Er werd in de jaren 70 ook een quadrafonische versie uitgegeven. De hoes was van Michael Doud.
Een van de concerten uit de toer door Noord-Amerika werd voor de radio opgenomen en verscheen in 1980 als LP en in 1993 als CD, als bootleg onder de titel Unleashing the Tethered One. Wakeman probeerde het album tegen te houden; zijn voormalige platenlabel A & M deed er niets aan. Uiteindelijk bracht Wakeman deze versie in 2002 zelf uit als onderdeel van The Treasure Chest. In 1975 werd een concert gefilmd in Melbourne en verscheen veel later op dvd.
In 1999 volgde Return to the Centre of the Earth; een soort van vervolg waarin een groep reizigers de oorspronkelijk reis nog eens dunnetjes overdeed.Dit keer met gastmusikanten waaronder Justin Hayward en Ozzy Osbourne en de met Patrick " Star Trek" Stewart als verteller.. "Return" is geen re-make maar een "vervolg op" EMI Group.
De relatie tussen A&M records en Rick Wakeman is in de loop der jaren slecht gebleven. Wakeman kreeg nauwelijks royalty's voor zijn werk uit de jaren 70. Daarom maakte hij eerst in 2009 een live remake van The six wives of Henry 8th.
Ergens in 2010 werd een doos met bladmuziek bij Wakeman bezorgd. Daarin vond hij een deel van de oorspronkelijke partituur die door dirigent David Measham was gebruikt bij de liveconcerten. Op basis van deze partituur werden nieuwe arrangementen gemaakt en de stukken die voor de oorspronkelijke opname moesten worden weggelaten gereconstrueerd. 
In 2012 werd een nieuwe studio-opname van Journey to the Centre of the Earth uitgebracht, inclusief het ontbrekende materiaal dat niet op de oorspronkelijke versie stond.Deze versie werd in 2013 uitgebracht bij het tijdschrift PROG MAGAZINE en in juni 2014 als officiële release.
Er zijn naast de twee officiële versies van dit album talloze bootleg versies en re-makes. 
1. Bij de officiële DVD van het concert in Australië is later een cd toegevoegd.
2. De al eerder genoemde Unleashing the Tethered One / Journey Plus.
3. Een studioversie zonder koor, orkest en zonder gesproken tekst is terug te vinden op de half-legale cd Classic Tracks.
4. Een volledig instrumentale versie met alleen Keyboards drums bas en gitaar, in losse nummers, beslaat de tweede cd van het album Rick Wakeman's Greatest hits.
5. In 2011 verschenen 2 bootleg-boxes onder de titel The Caped Crusader Collection Club. Daarom staan bootlegversies van heel slechte kwaliteit van een concert in Crystal Palace 1974 en Boston 1974.

## Musici
- Rick Wakeman – synthesizers
- Gary Pickford-Hopkins (ex Wild Turkey), Ashley Holt - zang
- David Hemmings - vertelling
- Mike Egan – gitaar
- Roger Newell – basgitaar
- Barney James – drums
- London Symphony Orchestra
- The English Chamber Choir
- David Measham – dirigent

## Tracklist
| Nr. | Titel        | Duur  |
| --- | ------------ | ----- |
| 1.  | The journey  | 12:53 |
| 2.  | Recollection | 8:19  |

| Nr. | Titel      | Duur  |
| --- | ---------- | ----- |
| 1.  | The battle | 8:47  |
| 2.  | The forest | 10:10 |

## Hitnotering
| "Journey to the Centre of the Earth" in de Nederlandse Album Top 100 - binnen: 01-06-1974 | "Journey to the Centre of the Earth" in de Nederlandse Album Top 100 - binnen: 01-06-1974 | "Journey to the Centre of the Earth" in de Nederlandse Album Top 100 - binnen: 01-06-1974 |
| Week                                                                                      | 1                                                                                         |                                                                                           |
| ----------------------------------------------------------------------------------------- | ----------------------------------------------------------------------------------------- | ----------------------------------------------------------------------------------------- |
| Nummer                                                                                    | 20                                                                                        | uit                                                                                       |